# 그루포 카르소
그루포 카르소(스페인어: Grupo Carso)는 멕시코의 기업이다.